# Olympische Sommerspiele 1924/Rudern – Achter
Der Ruder-Achter der Männer bei den Olympischen Sommerspielen 1924 wurde vom 15. bis 17. Juli auf der Seine ausgetragen.

## Ergebnisse

### Halbfinale

#### Halbfinale 1
| Rang | Nation         | Athleten | Zeit       | Anmerkung |
| ---- | -------------- | --- | ---------- | --------- |
| 1    | Großbritannien | Reggie Bare Cecil Chandler Horace Debenham Peter Dulley Ian Fairbairn Alexander Long Harold Morphy Charles Rew Jack Godwin (Steuermann)                           | 6:04,0 min | Q, OB     |
| 2    | Belgien        | Arthur D’Anvers Gerard De Gezelle René De Landtsheer August Geinger Léon Lippens Hippolyte Schouppe Robert Swartelé Jean Van Silfhout Marcel Wauters (Steuermann) | unbekannt  | H         |
| 3    | Argentinien    | Julio Alles Alberto Anderson Francisco Borgonovo Tomás Cerrutti Federico Lecot David Nolting Carlos Serantes Armando Trabucco Miguel Madero (Steuermann)          | unbekannt  | H         |
| 4    | Frankreich     | Maurice Baudechon Louis Carlier Michel Fourny Henri Gatineau André Lancelot Henry Ménard André Oriol Fernand Oriol J, Bétout (Steuermann)                         | DSQ        |           |

#### Halbfinale 2
| Rang | Nation             | Athleten | Zeit       | Anmerkung |
| ---- | ------------------ | --- | ---------- | --------- |
| 1    | Vereinigte Staaten | Leonard Carpenter Frederick Sheffield Alfred Wilson James Stillman Rockefeller John Miller Howard Kingsbury Benjamin Spock Alfred Lindley Laurence Stoddard (Steuermann) | 5:51,0 min | Q         |
| 2    | Kanada             | Arthur Bell Bob Hunter William Langford Harold Little Jack Smith Warren Snyder Norman Taylor Laurie Wallace Ivor Campbell (Steuermann)                                   | 6:06,6 min | H         |
| 3    | Niederlande        | Simon Bon Cornelis Eecen Antony Fennema Roelof Hommema Paul Maasland Henk Rijnders Gerrit Tromp Egbertus Waller Ted Cremer (Steuermann)                                  | unbekannt  |           |

#### Halbfinale 3
| Rang | Nation     | Athleten | Zeit       | Anmerkung |
| ---- | ---------- | --- | ---------- | --------- |
| 1    | Italien    | Antonio Cattalinich Francesco Cattalinich Simeone Cattalinich Giuseppe Crivelli Latino Galasso Pietro Ivanov Bruno Sorich Carlo Toniatti Vittorio Gliubich (Steuermann) | 6:06,0 min | Q         |
| 2    | Australien | Harry Graetz Ted Thomas Wally Jarvis Arthur Scott Alf Taeuber Walter Pfeiffer Frank Cummings William Sladden Robert Cummings (Steuermann)                               | 6:12,0 min | H         |
| 3    | Spanien    | Leandro Coll Jaime Giralt José Lasplasas Ricardo Massana Eliseo Morales Enrique Pérez Juan Riba Luis Omedes José Martínez (Steuermann)                                  | unbekannt  |           |

### Hoffnungslauf
| Rang | Nation      | Athleten | Zeit       | Anmerkung |
| ---- | ----------- | --- | ---------- | --------- |
| 1    | Kanada      | Arthur Bell Bob Hunter William Langford Harold Little Jack Smith Warren Snyder Norman Taylor Laurie Wallace Ivor Campbell (Steuermann)                            | 6:37,0 min | Q         |
| 2    | Argentinien | Julio Alles Alberto Anderson Francisco Borgonovo Tomás Cerrutti Federico Lecot David Nolting Carlos Serantes Armando Trabucco Miguel Madero (Steuermann)          | 6:42,0 min |           |
| 3    | Australien  | Harry Graetz Ted Thomas Wally Jarvis Arthur Scott Alf Taeuber Walter Pfeiffer Frank Cummings William Sladden Robert Cummings (Steuermann)                         | 6:47,0 min |           |
| 4    | Belgien     | Arthur D’Anvers Gerard De Gezelle René De Landtsheer August Geinger Léon Lippens Hippolyte Schouppe Robert Swartelé Jean Van Silfhout Marcel Wauters (Steuermann) | 6:52,0 min |           |

### Finale
| Rang | Nation             | Athleten | Zeit       |
| ---- | ------------------ | --- | ---------- |
| 1    | Vereinigte Staaten | Leonard Carpenter Frederick Sheffield Alfred Wilson James Stillman Rockefeller John Miller Howard Kingsbury Benjamin Spock Alfred Lindley Laurence Stoddard (Steuermann) | 6:33,4 min |
| 2    | Kanada             | Arthur Bell Bob Hunter William Langford Harold Little Jack Smith Warren Snyder Norman Taylor Laurie Wallace Ivor Campbell (Steuermann)                                   | 6:49,0 min |
| 3    | Italien            | Antonio Cattalinich Francesco Cattalinich Simeone Cattalinich Giuseppe Crivelli Latino Galasso Pietro Ivanov Bruno Sorich Carlo Toniatti Vittorio Gliubich (Steuermann)  | unbekannt  |
| 4    | Großbritannien     | Reggie Bare Cecil Chandler Horace Debenham Peter Dulley Ian Fairbairn Alexander Long Harold Morphy Charles Rew Jack Godwin (Steuermann)                                  | unbekannt  |